# Grovsnärja
Grovsnärja (Cuscuta scandens) är en vindeväxtart som beskrevs av Felix de Silva Avellar Brotero. Grovsnärja ingår i släktet snärjor, och familjen vindeväxter. Arten förekommer tillfälligt i Sverige, men reproducerar sig inte.